# Wichfeld
Wichfeld er en dansk adelsslægt tilhørende brev- og lavadelen. Slægten lever stadig og er beskrevet i Danmarks Adels Aarbog 1953.
Ved kgl. patent af 23. juli 1777 blev landsdommer Jørgen Wichmand (1729-1797) til Engestofte og broderen, senere oberst Thomas Frederik Wichmand (1726-1803), optaget i den danske adel med navnet Wichfeld. De var sønner af købmand Bertel Wichmand (1677-1732).
Da Jørgen Wichfeld ikke havde sønner, arvede Thomas Frederik Wichfeld Engestofte. Han var fader til kammerherre og oberstløjtnant Henning Wichfeld (1767-1846), som opførte hovedbygningen på Engestofte, og som var fader til kammerherre og politiker Jørgen Wichfeld (1800-1888). Hans søn, hofjægermester Henning Wichfeld (1849-1907) og dennes søn Jørgen Adalbert Wichfeld (16.8. 1885-30.7. 1966) ejede begge Engestofte, som derefter gled ud af slægtens eje. Sidstnævnte var gift med modstandskvinden Monica Emily Wichfeld, født Massy-Beresford (1894-1945). Parret var bl.a. forældre til ligeledes frihedskæmper og forfatter Varinka Corina Wichfeld, gift Muus (9.2. 1922-18.12. 2002), som var gift med modstandsmanden Flemming Bruun Muus (1907-1982).
Jørgen Wichfeld (1800-1888) var også far til Karen Elisabeth Marie Christine Wichfeld (1847-1926), som var stiftsdame. Henning Wichfeld (1849-1907) var fader til gesandt Hubert Wichfeld (1886-1979).